# Алекс Требек

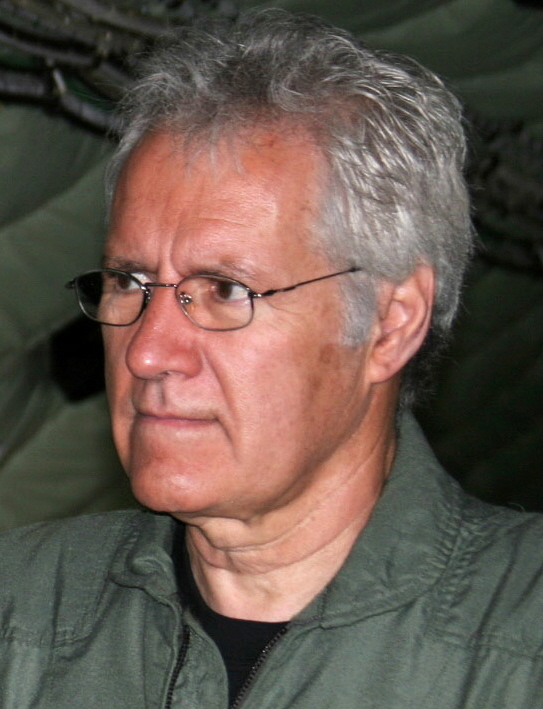
Алекс Требек відвідує авіабазу Кадена 31 березня 2007

Алекс Требек (англ. George Alexander «Alex» Trebek; 22 липня 1940, Садбері, Онтаріо, Канада — 8 листопада 2020) — американський тележурналіст, ведучий популярних розважальних телепрограм.

## Життєпис
Є сином українського іммігранта Джорджа Едварда Требека (Теребейчука), уродженця села Нуйно, Камінь-Каширському району, Волинської області, та франкоонтарійської матері Люсіль Лагасе (фр. Lucille Lagacé).
Закінчив середню освіту в єзуїтській колегії та завершив філософську освіту в Оттавському університеті.
Кар'єру в радіо- й телемовленні розпочав у Канадській державній радіо- й телемовній корпорації Сі-Бі-Сі (англ. Canadian Broadcasting Corporation) як спецкореспондент та спорткоментатор.
1998 року прийняв громадянство США.